# Vignale (Haute-Corse)
Vignale település Franciaországban, Haute-Corse megyében. Lakosainak száma 221 fő (2022. január 1.). Vignale Borgo, Lucciana, Prunelli-di-Casacconi, Rutali, Scolca és Volpajola községekkel határos.

## Népesség
A település népessége az elmúlt években az alábbi módon változott:
| Lakosok száma | 213  | 200  | 176  | 173  | 179  | 168  | 160  | 195  | 212  | 221  |
|               | 1968 | 1982 | 1990 | 2006 | 2013 | 2015 | 2017 | 2019 | 2020 | 2022 |